# 八木光生
八木 光生（やぎ こうせい、1930年〈昭和5年〉2月13日 - ）は、日本の男性声優、俳優。所属事務所は81プロデュース。兵庫県出身。朗読会「光朗会・光生読み語りの会」主宰。
主な出演作に『BSどーもくんワールド』（うさじぃ）、『るろうに剣心 -明治剣客浪漫譚-』（勝海舟）、『3年B組金八先生スペシャルIV』（香取主事）、『おしゃれキャット』（ラフィエット）などがある。

## 略歴
父は国語教師。幼少期に言葉に関しては厳しく教育を受ける。
小学校時代の授業参観で教師よりも滑らかに教科書を読むことができたため「その経験が役者の原点です」と回想している。
東京教育大学（現：筑波大学）卒業。
東京放送劇団の5期生である（同期は黒柳徹子、横山道代、里見京子、新道乃里子、幸田弘子、木下秀雄、桜井英一、関根信昭、三田松五郎など）。その後、劇団NLT、守田事務所を経て、81プロデュースに所属。

## 人物
西日本出身だけに関西弁が得意で、趣味・特技は水泳と狂言（大蔵流）。
アニメでは教授、教師役を演じることが多い。

## 出演作品

### テレビドラマ
- 事件記者（NHK）
  - 第144話「白い爪あと」（1963年）
  - 第159話「制服」（1963年）
  - 第191話「白い時間」（1964年）
- 駅（1965年、NHK）
- 太陽にほえろ! 第7話「きたない奴」（1972年）
- 大河ドラマ（NHK）
  - 勝海舟（1974年） - 目付 役
  - 元禄繚乱（1999年） - 落合与左衛門 役
- 3年B組金八先生スペシャルIV（1985年） - 香取主事 役
- 花ふぶき女スリ三姉妹III 「(秘)裏技イロ技放れ技!長崎オランダ村島原〜湯布院温泉」（1989年）
- 春よ、来い 第一部（1994年） - 加納宗治 役
- 松本清張シリーズ・波の塔（1983年、NHK）
- 花丸銀平（1984年）
- 澪つくし（1985年） - 寺本幸三郎 役
- 水曜シリーズドラマ「暴力教師・君に伝えたいこと」第2・5回（1996年、NHK）
- 理科教室中学校1年生（NHK教育テレビ）

### 舞台
- アップル・ツリー（1980年、劇団NLT） - 演出
- インディアン（1980年、文芸座ル・ピリエ）
- レティスとラベッジ（1989年）
- リリーとリリー（1991年） - 貴族ヴラディ 役
- 中世歌物語「オーカッサンとニコレット」（2008年） - 語り

### テレビアニメ
1966年
- レインボー戦隊ロビン（1966年 - 1967年、教授）

1974年
- アルプスの少女ハイジ
- 星の子チョビン（天川博士）

1978年
- キャプテン・フューチャー

1979年
- アニメーション紀行 マルコ・ポーロの冒険（僧侶ニコラス、ゴディ）

1988年
- それいけ!アンパンマン（ゴマすり和尚〈初代〉、ムーン姫のお父さん）

1989年
- パラソルヘンべえ（センべえ）

1991年
- おばけのホーリー（ショコラじいさん）
- わたしとわたし ふたりのロッテ（ゲルラハ）

1992年
- お〜い!竜馬（源爺）
- 風の中の少女 金髪のジェニー（ジョンソン）
- 炎の闘球児 ドッジ弾平（村長）

1996年
- 名探偵コナン（1996年 - 1997年、鈴木賢治、武蔵之介）
- るろうに剣心 -明治剣客浪漫譚-（勝海舟）

1997年
- 爆走兄弟レッツ&ゴー!!（大三元）
- みすて♡ないでデイジー（歩野陽一郎）

1998年
- 金田一少年の事件簿（国守秋比古）
- 太陽の子エステバン（BS放送版）（マユカ）
- DTエイトロン（老隊長）

1999年
- 人形草紙あやつり左近（坪田孝明）
- セラフィムコール（執事）
- ゾイド -ZOIDS-（1999年 - 2000年、長老、ビーピー）

2000年
- だぁ!だぁ!だぁ!（フクちゃん）
- とっとこハム太郎（おじいさん）

2001年
- ギャラクシーエンジェル（ライガークライズマン）
- サラリーマン金太郎（掛井取締役）
- スクライド（老人）
- ノワール（司祭）

2002年
- おジャ魔女どれみ ドッカ〜ン!（2002年 - 2003年、あいこの祖父）
- ぷちぷり*ユーシィ（ドラゴ・ドラゴ）

2007年
- D.Gray-man（メイリンの祖父）

2008年
- 無限の住人（浅野虎秀）

2011年
- へうげもの（北条幻庵）

### 劇場アニメ
- わんぱく王子の大蛇退治（1963年、オモイカネ）
- アルプスの少女ハイジ（1979年、トマッシュ）
- THE DOG OF FLANDERS フランダースの犬（1997年、ジェハン・ダース[20]）
- 機動戦士ガンダムII 哀・戦士編 特別版（2000年、エルラン中将）
- も〜っと! おジャ魔女どれみ カエル石のひみつ（2001年、あいこの祖父[21]）

### OVA
- イース（1989年、ムラジ）
- 創世機士ガイアース（1992年、バンゴールIII世）
- 三毛猫ホームズの幽霊城主（1992年、南田検死官）
- ジェノサイバー 虚界の魔獣（1993年、神父）
- アルプスの少女ハイジ アルムの山編（1996年）
- アルプスの少女ハイジ ハイジとクララ編（1996年）
- 青の6号（1998年、中村晃一）
- 銀河英雄伝説外伝 朝の夢、夜の歌（1998年、ライフアイゼン大佐）
- 日野日出志 東海道 四谷怪談（2000年、住職）
- 釣りキチ三平（2001年、三平一平）
- まんがビデオ 墓場鬼太郎（2001年、おじいさん）

### Webアニメ
- 幕末機関説 いろはにほへと（2006年、高麗の聖天様）

### ゲーム
- 謎王（1996年、電爺）
- サイフォンフィルター（1999年、ジョナサン・ファーガン）
- シェンムーII（2001年）
- SPIDER-MAN（2003年、ヴァルチャー〈エイドリアン・トゥームズ〉）
- シャドウハーツII（2004年、エドガー）
- Syphon filter（2007年、ジョナサン・ファーガン）
- キングダム ハーツ バース バイ スリープ（2010年、ねぼすけ）

### 吹き替え

#### 洋画
- D.N.A.IV（ブロディ = ゲイリー・コリンズ）
- バトルフィールド・アース（スタッファー牧師 = マイケル・バーン）
- ビーン（ウォルトン長官 = ピーター・イーガン） ※VHS・DVD版
- ボーン・イエスタデイ
- 汚れなき悪戯（アントニオ・ビコ）

#### 海外ドラマ
- ザ・ホワイトハウス 第21話
- ミステリーゾーン（バグビー ダン・トビン）
- 名探偵ポアロ「誘拐された総理大臣」 ※NHK版
- レリックハンター〜秘宝を探せ シーズン2 第4話（ハンス・ルベック教授）

#### 海外アニメ
- おしゃれキャット（ラフィエット、ウォルドー）
- ビアンカの大冒険 ※劇場公開版
- ミュータント・タートルズ（マーリン）※テレビ東京版
- ロビン・フッド（リトル・ジョン）※劇場公開版

### 人形劇
- こどもにんぎょう劇場
  - 「てぶくろをかいに」（帽子屋のおじさん）
  - 「一休さん」（和尚）
- 真田十勇士（為三）
- ダットくん（コダマの仲間たち）
- 中学生の数学（番組進行役のパペットの声）
- チロリン村とくるみの木（スカンクのガスパ〈2代目〉）
- ブーフーウー（ゆうれいさん）
- とんちんこぼうず（和尚さん）
- ネコジャラ市の11人（赤鬼）
- ミューミューニャーニャー（たまごさん）
- 笛吹童子
- プリンプリン物語（シャーレッケ・マイホーム）
- 紅孔雀

### 特撮
- コメットさん（星の先生の声[22]）

### CD
- 武田泰淳著CD「ひかりごけ」（朗読）
- プリンプリン物語 ソング・ブック
  - 世界お金持ちクラブの歌
  - 名付けうた

### ドラマCD
- 水妖記 ウンディーネ（漁師）
- 夏子の酒（山田信助）
- 超光速グランドール（タロック）
- 魔界学園I 転校生編（暮六先生）
- 魔界学園III 完結編（暮六先生）
- みすて♡ないでデイジー ドラマCD（歩野陽一郎）

### ラジオドラマ
- アメリカの夢、大都会の魅惑
- 失われた感情
- 海底二万リーグ（助手コンセイユ）
- サウンド夢工房「愛と青春のサンバイマン」（城場）
- 青春アドベンチャーロード
  - 「カムイの剣」（グラバー）
  - 「渇きの海」（マッケンジー博士）
  - 「脱獄山脈」
  - 「ウォー・ゲーム」（1986年）
  - 「A-10奪還チーム出動せよ」（チャイトフ将軍）
  - 「女王陛下のアルバイト探偵」「第4話・調毒師を探せの巻」（1989年）
  - 「暗殺のソロ」（1989年）　
  - 「サラマンダー殲滅」（1991年）（秋山題吾）
  - 「北壁の死闘」（クラスナー少将）
  - 「エドモンたちの島」
- 狙撃兵の花嫁
- 中学校の時間「名作をたずねて」（啄木）
- 寺山修司 ラジオドラマ「コメット・イケヤ」（警官）
- もうひとつのステレオ ダミーヘッドできく音の世界（案内役）
- ヤン坊ニン坊トン坊
- ラジオドラマ・アーカイブス「ある自転車泥棒の話」（刑事）

### ナレーション
- BSマンガ夜話「少年西遊記」（ナレーター）

### ボイスオーバー
- NHKスペシャル アジアと太平洋戦争 第2回「独立・48時間の選択 自由タイの人々」（NHK-BS1）
- BS世界のドキュメンタリー（NHK-BS1）

### その他コンテンツ
- 機動戦士ガンダム0079カードビルダー（エルラン中将）
- ディズニー・クリスマス・ストーリーズ（ねぼすけ）
- BSどーもくんワールド（うさじい）
  - BSななみDEどーも（うさじい）
- 現代文名作選「羅生門」（朗読）

## 関連書籍
- 黒柳徹子 著『トットチャンネル』（新潮社、新潮文庫）
  - あとがきで、（大意）書く前に同期で集まって思い出を話して下さった、と紹介されている。